# De Unitate Intellectus
De Unitate Intellectus contra averroistas (em português: Sobre a Unidade do Intelecto, Contra os Averroístas ) é um livro escrito por Tomás de Aquino no ano de 1270 .

## Contexto
Desde 1267, Boaventura vem contestando intelectualmente os averroístas , filósofos que defendem dois pontos como doutrina: de um lado a unidade do intelecto, de outro, a eternidade do mundo . Doutrinas que são obviamente inaceitáveis no quadro cristão e latino da Faculdade de Letras:
[48] Ainsi donc, à considérer avec soin la quasi-totalité des paroles consacrées par Aristote à l'intellect humain, ce que fut sa doctrine apparaît clairement : l'âme humaine est l'acte d'un corps et l'intellect possible est une de ses parties ou puissances.
O averroísmo apresenta-se a Tomás de Aquino através das seguintes seis proposições doutrinárias :
1. O homem particular é constituído pela alma sensível individual, estendida e unida ao corpo.
2. O intelecto "material" (ou "possível") é uma substância separada e eterna, separada do corpo, única para todos os homens e que não é uma forma substancial do corpo.
3. O intelecto agente é uma substância separada cuja função é abstrair universais de particulares.
4. O conhecimento particular é alcançado no homem através da mediação de imagens individuais.
5. O conhecimento particular é chamado de intelecto especulativo, que é individualizado e destrutível devido à sua união com imagens.
6. O intelecto agente e o intelecto material, uma vez realizado o conhecimento humano, formam, em sua união, o intelecto adquirido. É através desse estado que o homem adquire a bem-aventurança.

De Unitate é então um livro escrito num período de crise, uma crise que parece envolver toda a filosofia .

## Conteúdo
O livro está dividido em cinco capítulos. Os dois primeiros parecem ser capítulos que tratam especificamente dos aspectos filológicos do debate, e os três seguintes, dos de natureza argumentativa.
No primeiro capítulo, Tomás de Aquino pretende demonstrar as contradições inerentes à leitura de De Anima por Averróis; A doutrina da estagirita é o oposto da doutrina do monopsiquismo. Cada tese averroísta é contradita por uma frase do Tratado. O capítulo conclui com a frase:
[48] Ainsi donc, à considérer avec soin la quasi-totalité des paroles consacrées par Aristote à l'intellect humain, ce que fut sa doctrine apparaît clairement : l'âme humaine est l'acte d'un corps et l'intellect possible est une de ses parties ou puissances.
O segundo capítulo conclui a crítica filológica mostrando a contradição que Averróis mantém com a tradição peripatética; os comentários de Temístio, Teofrasto e Alexandre de Afrodisias são contrastados, pela análise de Tomás, com o comentário de Averróis. Averróis é até descrito como o “depravador”  e o “corruptor”  do peripateticismo .
Se os dois primeiros capítulos tentam isolar Averróis — nenhum deles fazendo parte da tradição aristotélica, nem verdadeiramente em consonância com o que Aristóteles diz textualmente — os três últimos mostram a impossibilidade do averroísmo. De fato, se o terceiro capítulo é um ataque à afirmação da separação do intelecto da alma humana, o quarto e o quinto capítulos demonstram a multiplicidade do intelecto – refutações que são realizadas tanto positivamente: demonstrando a impossibilidade da unidade do intelecto possível (no quarto capítulo); e negativamente: demonstrando a possibilidade e a necessidade da multiplicidade desses intelectos, mostrando a falsidade na afirmação de sua impossibilidade (quinto capítulo) .